# Legion of Super Heroes (animatieserie)
Legion of Super Heroes is een Amerikaanse animatieserie gebaseerd op het gelijknamige superheldenteam van DC Comics. De serie wordt geproduceerd door Warner Bros. Animation, en uitgezonden van 2006 tot 2008. De serie telt 26 afleveringen.

## Verhaal
De serie speelt zich af in de 31e eeuw, waarin een team genaamd de Legion of Super-Heroes vecht tegen het kwaad. In de eerste aflevering reist de groep terug naar het verleden om Superman te rekruteren voor hun team. Ze reizen per ongeluk iets te ver terug in de tijd, en rekruteren derhalve een jonge versie van Superman, die net op het punt stond naar Metropolis te gaan en nog niet begonnen is met zijn superheldencarrière. Hij moet nu van de Legionleden leren hoe een held te zijn.
In de rest van de serie vechten Superman en de legion voor de bescherming van de United Planets. De verhalen in de serie zijn gebaseerd op bekende verhalen uit de strips.

## Ontwikkeling
Aanvankelijk werd gespeculeert dat de serie Superboy and the Legion of Super-Heroes zou gaan heten, maar op 24 april 2006 werd bevestigd dat de naam Legion of Super Heroes is.
Vanwege problemen met de rechten op het Superboy personage gebruikt Clark Kent in de serie gewoon de naam Superman, hoewel hij qua uiterlijk en leeftijd duidelijk gebaseerd is op Superboy.
Er waren ook plannen voor een Legion of Super Heroes serie met Supergirl als een van de hoofdpersonages. Een soort pilotaflevering voor deze serie, genaamd "Far From Home", werd verwerkt in de serie Justice League Unlimited. In deze serie reist Supergirl naar de toekomst om de Legion te helpen, en besluit naderhand daar te blijven. Deze serie kwam echter niet van de grond. De serie met Superman als een van de hoofdpersonages heeft geen connecties met de Justice League serie.

## Personages
In seizoen 1 draait de serie om een kernteam van acht helden, maar andere helden hebben geregeld gastrollen in de serie. Daarmee heeft de serie dezelfde opzet als Justice League Unlimited.
- Superman: de bekende “man van staal”, hoewel hij in deze serie nog jong is en nog veel moet leren over het heldenleven. Hij werd gerekruteerd door de Legion om hen te helpen in de 31e eeuw. Aan het eind van seizoen 1 keerde hij terug naar zijn eigen tijd, verbleef daar 2 jaar, en keerde toen weer terug naar de toekomst. Derhalve is hij in seizoen 2 meer ervaren.

- Lightning Lad: de heethoofdige onofficiële leider van het team. Hij vecht eerst, en denkt dan pas na. In seizoen 2 verloor hij zijn rechterarm, en verving die door een kunstarm.

- Saturn Girl: een personage met mentale krachten. Ze begrijpt niets van persoonlijke grenzen, daar ze iemand diepste geheimen kan ontdekken door die persoon enkel aan te raken.

- Brainiac 5: het jongste en slimste lid van het team. Hij kan zijn robotlichaam omvormen tot verschillende functies, vrijwel gelijk aan Inspector Gadget. Hij is een robot die graag meer menselijk wil worden.

- Phantom Girl: een prinses die soms wat verwend overkomt. Ze kan zichzelf en anderen tijdelijk ontastbaar maken, en elektrische systemen ontregelen.

- Bouncing Boy: een jonge man die het meest wordt gezien in twee gedaantes: een humanoïde met overgewicht of een enorme balvorm. Hij houdt van eten.

- Duo Damsel (voorheen bekend als Triplicate Girl): een meisje dat kan veranderen in drie vrijwel identieke personages. Ze is ervaren in vechtsporten.

- Timber Wolf: een werewolfachtig personage als gevolg van experimenten die zijn vader met hem deed. Hij heeft bovenmenselijke wendbaarheid en snelheid.

- Chameleon Boy: het nieuwste lid van de Legion. Hij kan zichzelf veranderen in vrijwel elk voorwerp, en ook de eigenschappen van dit voorwerp aannemen.

Personages met gastrollen in de serie zijn: Blok, Colossal Boy, Cosmic Boy, Dream Girl, Element Lad, Shrinking Violet, Sun Boy, en Tyroc.

## Cast

### Helden
| Personage                                       | Stemacteur         |
| ----------------------------------------------- | ------------------ |
| Blok                                            | N/A                |
| Bouncing Boy                                    | Michael Cornacchia |
| Brainiac 5                                      | Adam Wylie         |
| Chameleon Boy                                   | Alexander Polinsky |
| Colossal Boy                                    | Adam Wylie         |
| Cosmic Boy                                      | Wil Wheaton        |
| Dawnstar                                        | onbekend           |
| Dream Girl                                      | N/A                |
| Element Lad                                     | N/A                |
| Ferro Lad                                       | Dave Wittenberg    |
| Invisible Kid                                   | onbekend           |
| Lightning Lad                                   | Andy Milder        |
| Karate Kid                                      | Keith Ferguson     |
| Matter-Eater Lad                                | Alexander Polinsky |
| Nemesis Kid                                     | Keith Ferguson     |
| Phantom Girl                                    | Heather Hogan      |
| Saturn Girl                                     | Kari Wahlgren      |
| Shrinking Violet                                | Kari Wahlgren      |
| Star Boy                                        | N/A                |
| Sun Boy                                         | N/A                |
| Superman                                        | Yuri Lowenthal     |
| Superman-X, alias Kell-El (41e-eeuwse Superman) | Yuri Lowenthal     |
| Timber Wolf                                     | Shawn Harrison     |
| Triplicate Girl/Duo Damsel                      | Kari Wahlgren      |
| Tyroc                                           | N/A                |

### Schurken
| Personage                  | Stemacteur                                               |
| -------------------------- | -------------------------------------------------------- |
| Fatal Five                 |                                                          |
| Emerald Empress (leider)   | Jennifer Hale (seizoen 1), Tara Strong (seizoen 2-)      |
| Mano                       | N/A                                                      |
| Persuader                  | David Sobolov                                            |
| Tharok                     | David Lodge                                              |
| Validus                    | N/A                                                      |
| Dr. Mar Londo              | Harry J. Lennix (seizoen 1) Dorian Harewood (seizoen 2-) |
| Alexis Luthor              | Tara Strong                                              |
| Drax                       | Greg Ellis                                               |
| Legion of Super-Villains   |                                                          |
| Esper                      | Tara Strong                                              |
| Hunter                     | Khary Payton                                             |
| Lightning Lord (leider)    | James Arnold Taylor                                      |
| Ron-Karr                   | Shawn Harrison                                           |
| Wave                       | N/A                                                      |
| Tyr                        | Khary Payton                                             |
| Starfinger                 | Taylor Negron                                            |
| Zyx                        | Lauren Tom                                               |
| Mordru (als "Evil Wizard") | Richard McGonagle                                        |
| Sun-Eater                  | N/A                                                      |
| Controller                 | David Lodge                                              |
| Imperiex                   | Phil Morris                                              |
| The Dominators             | N/A                                                      |
| Computo                    | Adam Wylie                                               |
| Grimbor                    | Lex Lang                                                 |

### Overige personages
| Personage                                      | Stemacteur          |
| ---------------------------------------------- | ------------------- |
| Jo Nah of Rimbor                               | James Arnold Taylor |
| Winema Wazzo, President van de United Planets. | April Winchell      |
| Legion of Substitute Heroes                    |                     |
| Chlorophyll Kid                                | Alexander Polinsky  |
| Color Kid                                      | James Arnold Taylor |
| Infectious Lass                                | Kari Wahlgren       |
| Porcupine Pete                                 | James Arnold Taylor |
| Stone Boy                                      | Yuri Lowenthal      |
| Ayla Ranzz, sister of Garth and Mekt Ranzz     | Kari Wahlgren       |
| Calamity King                                  | Alexander Polinsky  |

## Afleveringen

### Seizoen 1
1. Man of Tomorrow
2. Timber Wolf
3. Legacy
4. Phantoms
5. Champions
6. Fear Factory
7. Brain Drain
8. Lightning Storm
9. The Substitutes
10. Child's Play
11. Chain of Command
12. Sundown (1)
13. Sundown (2)

### Seizoen 2
1. The Man From the Edge of Tomorrow (1)
2. The Man From the Edge of Tomorrow (2)
3. Cry Wolf
4. Chained Lightning
5. The Karate Kid
6. Who Am I?
7. Unnatural Alliances
8. Message in a Bottle
9. In The Beginning
10. Trials
11. In Your Dreams
12. Dark Victory, Pt. 1
13. Dark Victory, Pt. 2

## Prijzen en nominaties
- Outstanding Achievement in Music Direction and Composition
- Outstanding Achievement in Sound Editing - Live Action and Animation
- Outstanding Achievement in Sound Mixing - Live Action and Animation

## Stripserie
Een stripserie gebaseerd op de animatieserie werd vanaf 2007 gepubliceerd onder de titel Legion of Super-Heroes in the 31st Century. De serie is geschreven door J. Torres. Deze serie liep in totaal 20 delen alvorens te worden stopgezet.